# Социалистический союз немецких студентов
Социалистический союз немецких студентов (нем. Sozialistischer Deutscher Studentenbund — SDS) — политическая студенческая организация левого толка в бывшей ФРГ и Западном Берлине (1946—1970). Первоначально действуя совместно с Социал-демократической партией Германии (СДПГ), ССНС позднее был вынужден пойти на разрыв с ней, собрав в своих рядах «новых левых» и играя важную роль в студенческом движении 1960-х гг.

## История
ССНС был основан 2 сентября 1946 года в Гамбурге формально как независимый союз студентов, но фактически он представлял собой молодёжное крыло СДПГ. В первые годы близость к материнской партии только усиливалась, до тех пор, пока председатель союза Гельмут Шмидт под давлением партийного руководства не исключил из союза многих коммунистов. В послевоенное время многие бывшие солдаты и офицеры были активны в ССНС, и среди «рабочей фракции СДПГ» союз получил прозвище «клуб левых офицеров».
ССНС в начале 1950-х гг. занимался борьбой против возрождения студенческих объединений в университетах. 4 мая 1954 года на съезде СДПГ в Берлине по инициативе Эриха Олленхауэра было принято «решение о несовместимости» с ССНС, которое после разговоров со студенческими союзами было отменено в 1960-е гг. после того, как СДПГ в рамках Годесбергской программы приняла более центристскую позицию.
С середины 1950-х годов трения между СДПГ и ССНС нарастали из-за разных позиций в вопросах ремилитаризации ФРГ, антиядерного движения и, прежде всего, Годесбергской программы СДПГ. Фракция ССНС, состоявшая из сотрудников журнала «konkret» и поддерживавшая Ульрику Майнхоф и председателя Союза Освальда Хюллера, пыталась провести линию налаживания дружеских отношений с ГДР путём критики политики милитаризации Запада. 3 июня 1959 года Освальд Хюллер был смещен с поста, и было принято «решение о несовместимости» по отношению к сотрудникам журнала «konkret». Последние были демонстративно исключены из ССНС новым руководством союза (Гюнтер Каллаух, Юрген Зайферт), покончившим тем самым с фракцией «konkret».
Несмотря на это, руководство СДПГ в 1961 года приняло ещё одно решение о несовместимости, исключив из рядов партии членов ССНС и его сочувствующих. Ещё за год до этого появился лояльный партии «Социал-демократический университетский союз» (нем. Sozialdemokratischer Hochschulbund — SHB), который позднее также значительно радикализировался в ходе подъёма студенческого движения (см. «Немецкое студенческое движение в 1960-е гг.»).
ССНС после принудительного отделения от материнской партии в 1960-е годы стал основной организацией «новых левых». В начале 1965 года в берлинский ССНС вступили Руди Дучке, Дитер Кунцельманн и Бернд Рабель из тусовки поздней «Коммуны I» и вскоре стали активно проявлять себя, в первую очередь в «проектных группах» по темам социалистического интернационализма и Третьего мира. 28 февраля 1965 года Руди Дучке был избран в политсовет берлинского ССНС.
Под их руководством ССНС стал антиавторитарной, недогматично-левой организацией с чертами анархизма, жестко критикующей «реальный социализм» в ГДР, СССР и др. странах. Ортодоксальное крыло союза, выступающее за сотрудничество с Восточным Берлином, оставалось в тени. Поэтому в ноябре 1966 г. было основано «Ноябрьское общество», объединяющее левых, симпатизирующих ГДР, под руководством Хорста Малера. Эта организация в 1967 году положила начало «Республиканским клубам».
Во второй половине 1960-х годов ССНС был известен как «стратегически планирующее и тактически действующее ядро внепарламентской оппозиции» против «чрезвычайного законодательства». Среди прочего, ССНС участвовал в организации демонстрации против визита иранского шаха, на которой 2 июня 1967 года полицейский застрелил студента Бенно Онезорга, что вызвало бурю студенческих протестов по всей стране. На пике своей активности в 1968 года ССНС имел в своем составе около 2500 членов, но все больше страдал от внутренних конфликтов между разными политическими течениями.
Местные центры марксистов-традиционалистов находились в Кёльне, Марбурге и Мюнхене. В Кёльнском университете среди членов ССНС было много юристов, а в Мюнхене была сильная группа в Академии искусств. В 1968 году Берлине насчитывалось около 500, во Франкфурте 400 членов. В этих двух городах концентрировалась антиавторитарная фракция ССНС, которую традиционалисты называли «анархо-синдикалистами» и «мелкобуржуазными отщепенцами». В конце 1969 года несколько групп из ортодоксального крыла ССНС вошли в состав Союза марксистских студентов, из которого затем появился «Марксистский студенческий союз Спартака». Другие члены ССНС, преимущественно из антиавторитарного крыла, перешли в маоистские «К-группы» или участвовали в различных новых социальных движениях.
21 марта 1970 года на собрании «более или менее случайно пришедших» членов ССНС во Франкфуртском доме студентов под одобрительные возгласы присутствующих было объявлено о роспуске Союза. Однако отдельные группы ССНС продолжали работать на локальном уровне, например, в Гейдельберге до запрета местной группы 24 июня 1970 года или в Кёльне, где ещё в летний семестр 1971 года в студенческий парламент вошли представители по списку ССНС.
С 1960 по 1970 год ССНС выпускал свой печатный орган «Новая Критика — журнал о социалистической теории и политике». Журнал выходил раз в два месяца; его статьи дают представление о фракциях и течениях в Союзе.